# لا خاگوا دل پیلار
لا خاگوا دل پیلار (انگلیسی: La Jagua del Pilar) نام یک منطقه مسکونی در کلمبیا است.